# Толлісон (Аризона)
Толлісон (англ. Tolleson) — місто (англ. city) в США, в окрузі Марікопа штату Аризона. Населення — 7216 осіб (2020).

## Географія
Толлісон розташований за координатами 33°26′54″ пн. ш. 112°15′22″ зх. д. / 33.44833° пн. ш. 112.25611° зх. д. (33.448366, -112.256184).  За даними Бюро перепису населення США в 2010 році місто мало площу 14,88 км², уся площа — суходіл.

## Демографія
Згідно з переписом 2010 року, у місті мешкало 6545 осіб у 1959 домогосподарствах у складі 1558 родин. Густота населення становила 440 осіб/км².  Було 2169 помешкань (146/км²).
Расовий склад населення:
| - 50,1 % — білих - 6,6 % — чорних або афроамериканців - 1,9 % — корінних американців - 0,9 % — азіатів - 0,2 % — вихідців з тихоокеанських островів - 36,1 % — осіб інших рас |

До двох чи більше рас належало 4,2 %. Частка іспаномовних становила 80,1 % від усіх жителів.
За віковим діапазоном населення розподілялося таким чином: 35,6 % — особи молодші 18 років, 55,4 % — особи у віці 18—64 років, 9,0 % — особи у віці 65 років та старші. Медіана віку мешканця становила 26,6 року. На 100 осіб жіночої статі у місті припадало 91,7 чоловіків;  на 100 жінок у віці від 18 років та старших — 88,1 чоловіків також старших 18 років.
Середній дохід на одне домашнє господарство  становив 39 329 доларів США (медіана — 31 388), а середній дохід на одну сім'ю — 43 151 долар (медіана — 33 000). Медіана доходів становила 26 548 доларів для чоловіків та 23 903 долари для жінок. За межею бідності перебувало 29,3 % осіб, у тому числі 38,3 % дітей у віці до 18 років та 24,8 % осіб у віці 65 років та старших.
Цивільне працевлаштоване населення становило 2386 осіб. Основні галузі зайнятості: транспорт — 20,4 %, освіта, охорона здоров'я та соціальна допомога — 18,4 %, науковці, спеціалісти, менеджери — 12,4 %, роздрібна торгівля — 11,8 %.